# Ja sam Sam
Ja sam Sam (eng. I Am Sam) je film iz 2001. godine. Drama koja govori o ocu s mentalnim poteškoćama koji se bori za skrbništvo nad svojom kćeri. Sean Penn je za ovu ulogu bio nominiran za Oscara u kategoriji najboljeg glumca.

## Glumačka postava
- Sean Penn - Sam Dawson

- Michelle Pfeiffer - Rita Harrison Williams

- Dakota Fanning - Lucy Diamond Dawson

- Dianne Wiest - Annie Cassell

- Loretta Devine - Margaret Calgrove

- Richard Schiff - Mr. Turner

- Laura Dern - Randy Carpenter
- Marin Hinkle kao Patricia

## Vanjske poveznice
- Službena stranica
- Ja sam Sam u internetskoj bazi filmova IMDb-a
- Ja sam Sam na Rotten Tomatoesu